# السیف
السیف (به عربی: ضاحیة السیف) یک منطقهٔ مسکونی در بحرین است که در استان عاصمه (بحرین) واقع شده‌است.